# Puelche (vent)
Puelche ou puihua est le nom que reçoit dans les zones centrales et sud du Chili un vent de foehn épisodique, sec et fort. Il se produit quand la circulation atmosphérique d'Est remonte la Cordillère des Andes depuis l'Argentine et redescend vers les vallées intra-andines et la côte du Pacifique.

## Dénomination
Le mot "puelche" provient du mapudungun, un langage du village mapuche et qui signifie "les gens de l'est". Employé pour désigner divers villages habités à l'est des Andes, entre eux, aussi appelés gününa küne, le castillan a gardé cette expression pour désigner ces vents.

## Formation
Le puelche est principalement causé par l'anticyclone de l'île de Pâques construisant une crête barométrique vers l'Atlantique Sud qui génère une circulation d'Est le long des Andes en Argentine. Une autre possibilité, qui dure moins longtemps et est moins fréquente, se produit lorsqu'une dépression se déplace dans une direction nord-ouest à sud-est à travers le sud de la Patagonie générant une situation semblable,. Après avoir atteint les sommets des Andes, l'air redescend vers la côte ouest du Chili et comme sa densité augmente avec la descente, la température de l'air va en se chauffant par processus adiabatique.
Contrairement au terral et au raco, d'autres vents de type foehn aux latitudes subtropicales du Chili, le puelche est forcés à la fois par des gradients de pression méridionaux et zonaux, la plus petite altitude de la Cordillère des Andes au sud de du 36e parallèle permet le passage de l'air d'est en ouest en réponse à la présence du système de haute pression sur l'Argentine. Comme dans d'autres endroits où des vents de type foehn se développent, le réchauffement s'étend loin des endroits où le puelche est effectivement observé, c'est-à-dire à l'ouest des Andes jusqu'à la surface des zones côtières et centrales

## Effets
La situation géographique du centre du Chili empêche que ce vent gagne trop de vitesse, sans quoi ça pourrait représenter un danger. Cependant, dans le sud du Chili, il peut souffler des toits et causer la chute d'arbres comme pour d'autres vents similaires dans le monde : 
- Zonda en Argentine ;
- Chinook en Canada et aux États-Unis ;
- Foehn ou föhn en Allemagne.

Étant donné que le sud du Chili est une zone où il y a eu un grand développement de l'industrie forestière au cours des dernières décennies du XXe siècle, le puelche est perçu aussi bien comme agréable que dangereux à cause de l'assèchement en été qui est favorable à la propagation des incendies forestiers.

## Dénominations régionales

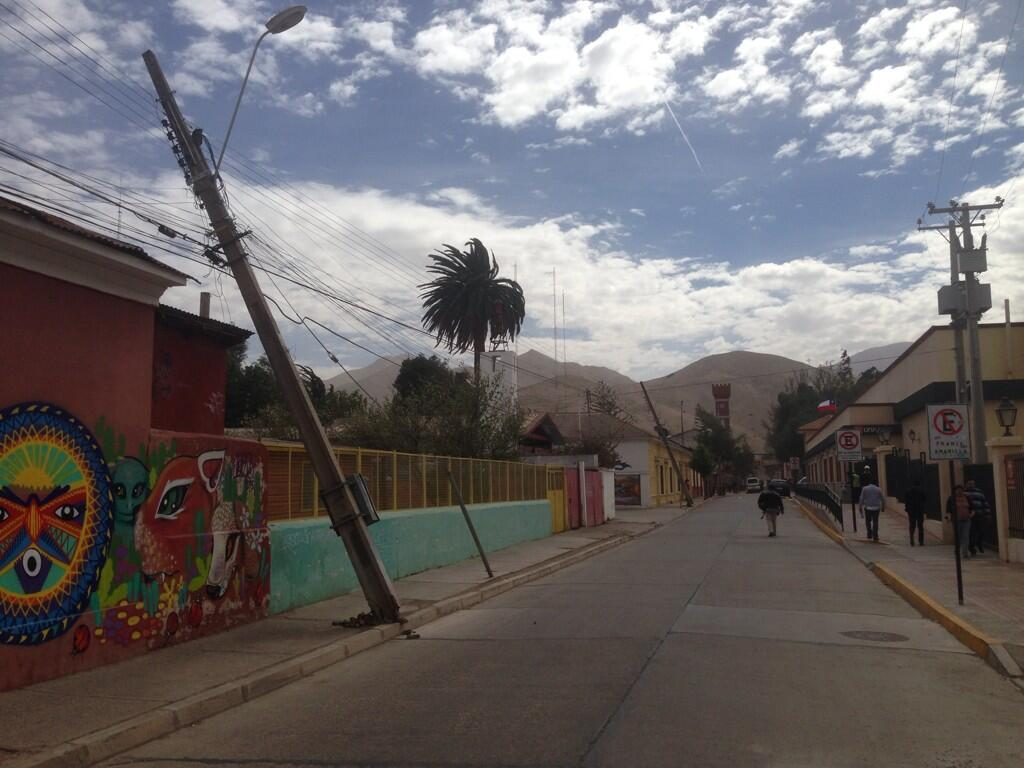
Dommages après une rafale de vent du « terral » à Vicuña, en septembre de 2013.

Dans la vallée du Elqui, le puelche se dénomme « Terral de Vicuña ». Il produit une ombre pluviométrique dans cette zone, une augmentation allant jusqu'à 10 °C de la température et soulève de la poussière. Il peut provoquer des chutes de branches et des pannes électriques,. Principalement observé en hiver, ce vent se développe la nuit et le matin, durant jusqu'à 3 jours ;
Dans les provinces de Ranco, Osorno et Llanquihue, le puelche reçoit le nom de « Puihua ». À Conception, on le nomme le vent froid remontant la cordillère.

## Autres vents descendants des Andes
Dans la vallée du Maipo, où se trouve Santiago, on retrouve le « Raco », nommé apparemment à cause de ce lieu pré-cordilière du fleuve Maipo. C'est un vent catabatique de couloir les matins d'hiver, non un foehn. Il est difficile à prévoir puisque les vents d'alizés sont typiques de la zone et sont en sens contraire ;

## Raccords externes
- Dans la littérature "Jours de Puelche" de Sergio Manríquez
- Définition de Puelche